# 아사노 마유미 (성우)
아사노 마유미(일본어: 浅野 まゆみ, 1969년 11월 13일 ~ )는 일본의 여성 성우. 도쿄도 출신. 오사와 사무소 소속.